# Teodor Białynicki-Birula

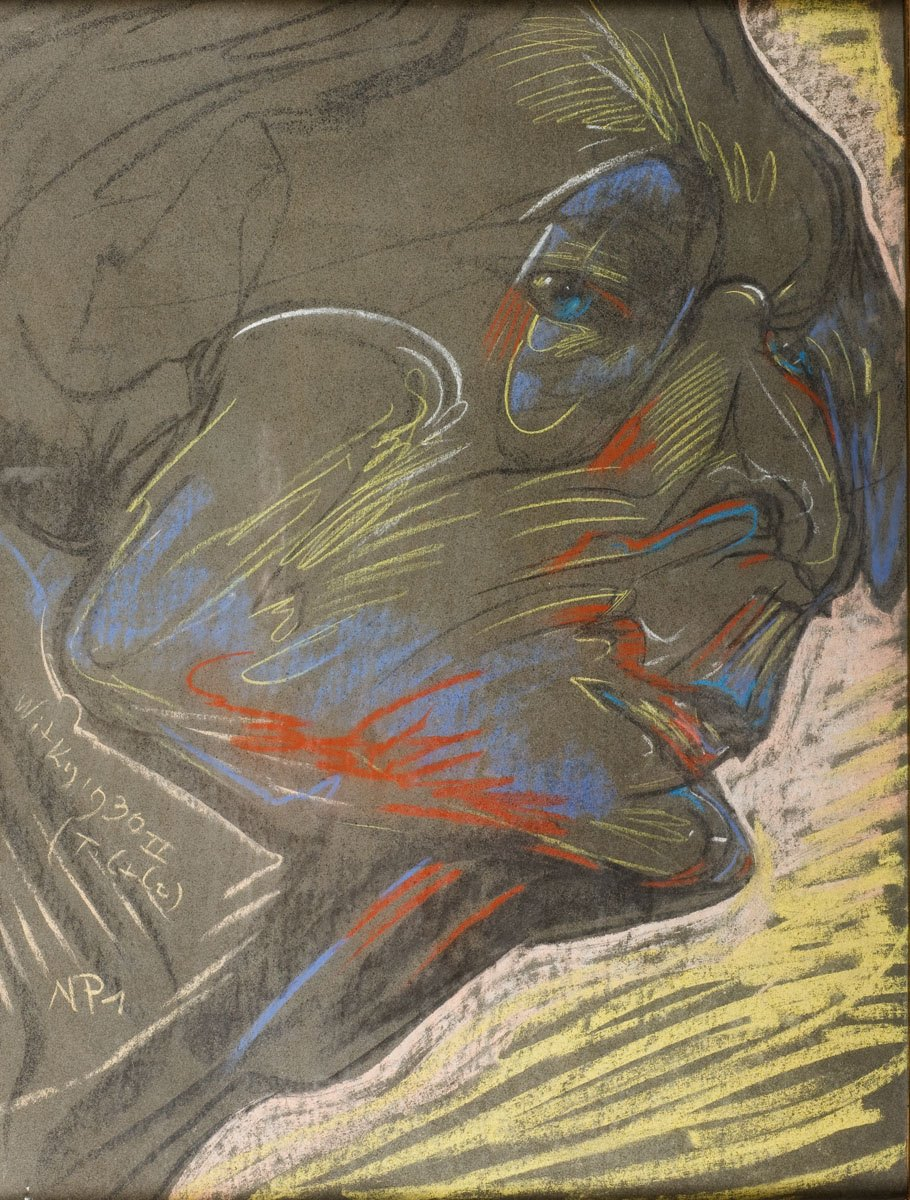
Witkacy, Portret Teodora Białynickiego-Biruli (1930)

Teodor Białynicki-Birula (ur. 21 czerwca 1886 w Nowym Królewie koło Witebska, zm. 13 lipca 1956 w Warszawie) – polski lekarz ftyzjatra, major Wojska Polskiego, malarz, publicysta, społecznik, przyjaciel Witkacego.

## Życiorys
Studiował medycynę na Akademii Medyko-Chirurgicznej w Sankt Petersburgu, dyplom lekarza otrzymał z wyróżnieniem w 1913 roku. Od ukończenia studiów do zakończenia I wojny światowej służył jako lekarz wojskowy, najpierw w armii rosyjskiej, a potem w Wojsku Polskim. W 1922 roku został oficerem łącznikowym w sanatorium PCK w Zakopanem. Od 1928 kierował Sanatorium Przeciwgruźliczym Pocztowców w Zakopanem. Od 1933 był dyrektorem sanatorium w Chodzieży.
W 1924 roku poznał w Zakopanem Witkacego, z którym się zaprzyjaźnił. Artysta wielokrotnie portretował Teodora i jego syna Michała. Birula-Białynicki miał dużą kolekcję obrazów Witkacego. W 1965 trafiła ona do Muzeum Pomorza Środkowego w Słupsku za sprawą ówczesnego dyrektora muzeum – Janusza Przewoźnego.
Interesował się filozofią i pozostawił w rękopisie większe prace – Pogadanki o człowieku i studium Człowiek istota poznająca.
16 listopada 1956 został członkiem honorowym Polskiego Towarzystwa Ftyzjatrycznego. Zarząd Główny Związku Nauczycielstwa Polskiego przyznał mu złotą odznakę związkową.
Został pochowany na Cmentarzu Wojskowym na Powązkach (kwatera A 14-5-4/5).

## Prace
- Do zagadnienia o odporności wobec gruźlicy w rodzinach kilkodzietnych. Medycyna Praktyczna 8 (1928)
- O tak zwanych "sezonach" w Zakopanem. Poczta 6 (1930)
- Pogadanki o gruźlicy. Poczta (1930)
- Plan ujednostajnienia pracy w instytucjach przeciwgruźliczych. Nowiny Lekarskie 15 (1932)
- Znakowanie stanów gruźliczych. Polska Gazeta Lekarska 33 i 34 (1932)
- Instrukcja do planu ujednostajnienia pracy w instytucjach przeciwgruźliczych. Medycyna Praktyczna 5 (1933)
- Klasyfikacja gruźlicy A.J.Sztarnberga. Medycyna 17 (1935)
- O ujednostajnieniu prac w instytucjach przeciwgrużliczych – odpowiedzi i wyjaśnienia. Medycyna Praktyczna 5 (1936)
- Skłonność do gruźlicy płuc w rodzinach o różnej ilości potomstwa oraz rodzeństwa według kolejności rodzenia się. Ruch Przeciwgruźliczy 1–2 (1937)
- Częściowe opracowanie materiałów Sanatorium Kolejowego w Chodzieży za rok 1934. Ruch Przeciwgruźliczy 10 (1937)
- O ustawie przeciwgruźliczej. Ruch Przeciwgruźliczy 1, s. 32–33 (1938)
- Podział odm opłucnowo-napłucnowych. Medycyna Praktyczna 4 (1938)
- O konieczności współpracy pomiędzy sanatoriami a instytucjami wysyłającymi chorych. Lekarz Kolejowy (1939)
- Pogadanki o gruźlicy. Głos Nauczycielski (1948)
- Fragmenty wspomnień o St. I. Witkiewiczu, [w:] Stanisław Ignacy Witkiewicz. Człowiek i twórca. Warszawa, 1957

## Ordery i odznaczenia
- Złoty Krzyż Zasługi (19 marca 1937)[5][6]
- Medal 10-lecia Polski Ludowej (25 stycznia 1955)[7]
- Odznaka honorowa „Za wzorową pracę w służbie zdrowia” (1 maja 1953)[8]